# Lukas Moodysson
Karl Fredrik Lukas Moodysson (Lund, 17 gennaio 1969) è un regista, sceneggiatore e scrittore svedese.

## Biografia
All'età di diciassette anni ha pubblicato delle poesie seguite da una raccolta poetica e da un racconto breve.
Nel 1994 ha intrapreso gli studi presso il Dramatiska Institutet, la scuola nazionale di cinema svedese, dove ha incominciato a realizzare dei cortometraggi e si è diplomato in regia nel 1996. Tra i lavori realizzati presso la scuola merita di essere menzionato En uppgörelase i den undre världen, vincitore di un premio presso lo Student Film Festival di Monaco di Baviera.
Il terzo cortometraggio, Bara prata lite (1997) è stato il primo lavoro dopo la scuola di cinema ed è stato venduto in diversi paesi, mentre Fucking Åmål (1998) è stato il primo vero e proprio lungometraggio, campione di incassi in Svezia nello stesso anno. Utilizzando le tecniche del racconto di formazione, il film pone l'attenzione sulle dinamiche adolescenziali di due ragazze omosessuali residenti in una cittadina della Svezia centrale e sulle difficoltà di accettare e di far accettare la propria natura. Il film ha dato notorietà a livello internazionale a Moodysson, vincendo molti premi in tutta Europa.
Nel 2000 esce Together - Insieme , una commedia ambientata a Stoccolma nel 1975 che si basa su un piccolo dramma familiare borghese e sulla vita di una variopinta e stramba comune. Nel 2002, con Lilja 4-ever, Moodysson cambia registro realizzando un film ispirato a un fatto di cronaca, attirando l'attenzione sul problema della prostituzione minorile. Sempre nel 2002 ha intrapreso la strada di produttore lavorando insieme a Lars Jönnson alla produzione del lungometraggio Jalla! Jalla! di Josef Fares. Nel 2003 ha realizzato il cortometraggio documentaristico Terrorister, en film om dom dömda.
Nel 2004 cambia ancora genere abbandonando in parte il tema adolescenziale col lungometraggio Un buco nel mio cuore, un Kammerspielfilm di non facile lettura avente per soggetto il set/casa di un film pornografico mescolato a temi da videoart e clausole da Dogma 95. Sullo stesso genere è anche il lungometraggio del 2006 Container. Questi due film sono stati presentati al Festival di Berlino rispettivamente nel 2004 e nel 2006.
Attualmente vive a Malmö, in Svezia, con la moglie Coco e tre bambini.

## Filmografia
- Det var en mörk och stormig natt (1995)
- En uppgörelase i den undre världen (1996)
- Bara prata lite (1997)
- Fucking Åmål - Il coraggio di amare (Fucking Åmål) (1998)
- Together (Tillsammans) (2000)
- Det nya landet (La nuova terra) (2000)
- Lilja 4-ever (2002)
- Terrorister, en film om dom dömda (2003)
- Un buco nel mio cuore (Ett hål i mitt hjärta) (2004)
- Container (2006)
- Mammoth (2009)
- We Are the Best! (Vi Är Bäst!) (2013)

## Premi e riconoscimenti
Guldbagge
1999
Miglior regista per Fucking Åmål - Il coraggio di amare
Migliore sceneggiatura per Fucking Åmål - Il coraggio di amare
2001
Candidatura a miglior regista per Together
Candidatura a migliore sceneggiatura per Together e Det nya landet
2003
Miglior regista per Lilja 4-ever
Migliore sceneggiatura per Lilja 4-ever
2023 - Migliore sceneggiatura per Tillsammans 99